# Belányi Viktor
Tarnói Belányi Viktor, Belányi Győző Antal Ferenc (Nyitraludány, 1877. október 5. – Budapest, Terézváros, 1955. május 7.) festőművész, grafikus. Felesége Hoffmann Lenke (1890–1973) festőművész.

## Életútja
Belányi Béla és vajai Ravasz Anna fiaként született. Az Iparművészeti Iskolában tanult, ezután a Mintarajziskolában képezte magát Karlovszky Bertalan, majd Münchenben Hollósy Simon vezetése alatt. 1897-ben állított ki először a nagybányai festők első kiállításán. Münchenben élt, ahol többnyire grafikával foglalkozott, ex-libriseket készített és könyvillusztrátorként működött az 1900-as évek elejétől. 1909-ben Madridban Goya, Velázquez és Tiziano képeit másolta, 1909 és 1913 között Párizsban lakott. 1912–13-ban müncheni és berlini kiállításokon szerepelt. Miután hazatért Magyarországra, 1918-tól Budapesten élt és működött. 1920-ben szerepelt a budapesti Ernst Múzeumban megrendezett gyűjteményes kiállításon. Művein Cézanne hatása volt tapasztalható, ám aratott velük sikert. Majdhogynem teljes visszavonultságban élt. Az 1930-as évektől műveiben megjelent a lágyabb, oldottabb festésmód, ekkoriban csendéleteket és két-három alakos kompozíciókat festett. 1940-ben kiállította csendéleteit a „Magyar művészetért” kiállításon, melyeken Iványi-Grünwald Béla hatása volt érezhető. Az 1940-es évek elején poétikus tájképeket festett Nagybányán.
Több Iványi-Grünwald-festmény készítője a mester vázlatai alapján, mivel Iványi Grünwald falusi tájak és cigányzsánerek ábrázolására kérte fel. Négy gyűjteményes kiállítása volt életében, az utolsót a Műterem Szalonban rendezte 1943-ban.
A Magyar Nemzeti Galériában megtalálhatóak az 1910-es években készült portréi, csendéletei, valamint a miskolci és a soproni múzeum is őrzi néhány képét. Budapesten hunyt el, a Farkasréti temetőben helyezték nyugalomra, sírját azonban már felszámolták.
Első felesége Gössy Gizella Szabina volt, akivel 1917. június 2-án Budapesten kötött házasságot. 1940-ben elváltak.

## Fontosabb kiállításai
- gyűjteményes: Ernst Múzeum (Budapest, 1920 és 1930)
- Nemzeti Szalon (Budapest, 1923)
- Műterem Szalon (Budapest, 1943)
- emlékkiállítás: 71 olajfestmény és 32 grafika. Műcsarnok kamaraterme (Budapest, 1958).

## Főbb művei
- Az ablak; A művész anyja (1918); Csendélet; Emmy; Márti; Sárga karosszék; Táj.